# فيفييه دو لاك
فيفييه دو لاك هي بلدة فرنسية تقع في إقليم سافوا في منطقة أوفيرن-رون ألب جنوب شرق فرنسا.